# Harry Elte

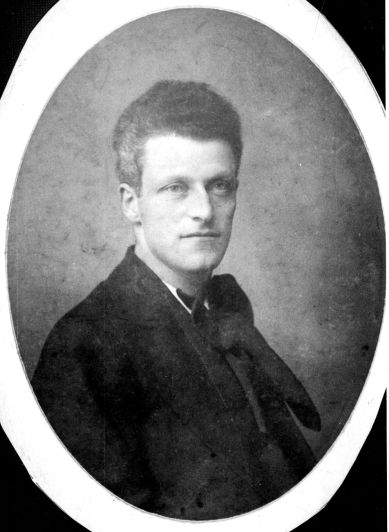
Harry Elte op jonge leeftijd

Hartog (Harry) Elte (Amsterdam, 3 september 1880 – Theresienstadt, 1 april 1944) was een Nederlands architect. Zijn werk kan gerekend worden tot de Amsterdamse School. Elte was vooral werkzaam ten behoeve van Joodse opdrachtgevers, met name in Amsterdam. Ten minste 88 van zijn ontwerpen werden daadwerkelijk uitgevoerd; hiervan bestaat nog ongeveer de helft. Zijn belangrijkste werk is de synagoge aan het Jacob Obrechtplein in Amsterdam. In de literatuur wordt hij vaak als Harry Elte Phzn aangeduid; Phzn betekent 'Philipszoon'.

## Levensloop

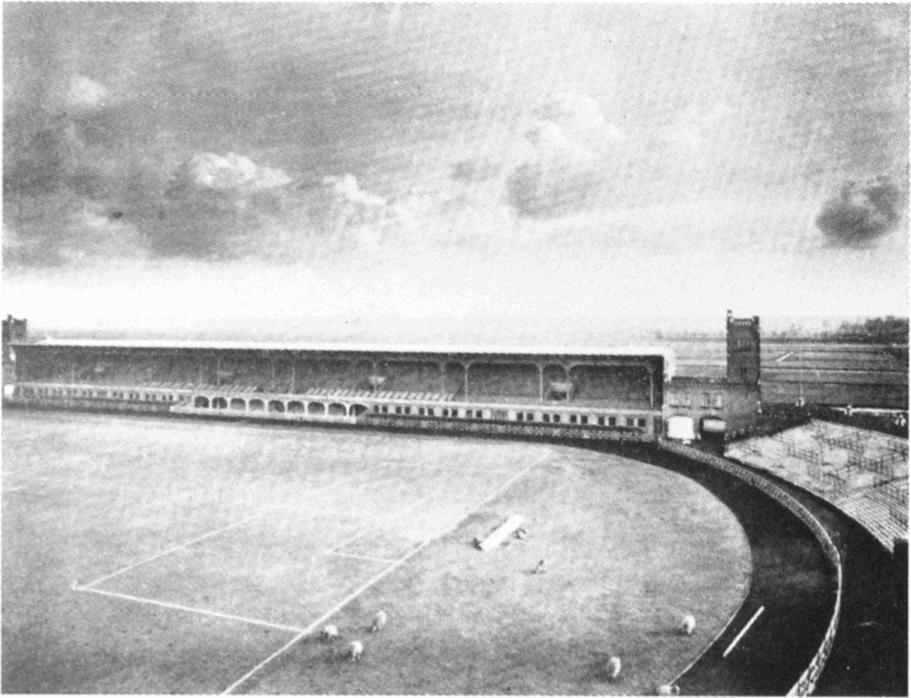
Nationaal Stadion uit 1914

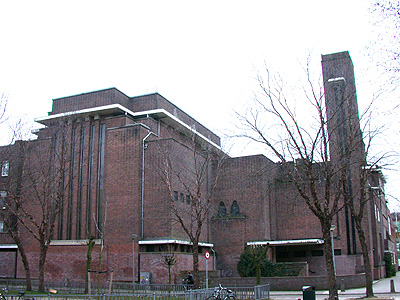
Amsterdam: Raw Aron Schuster Synagoge

Elte werd geboren als vijfde kind in het orthodox-joods gezin van Philip Elte en Sara Elisabeth Nijburg, dat aan de Nieuwe Herengracht woonde. Zijn vader was godsdienstleraar en hoofdredacteur van het Nieuw Israëlietisch Weekblad. Elte groeide op in de Amsterdamse Jodenbuurt en bezocht de ambachtsschool waar hij het diploma van meubelmaker behaalde. Later richtte hij zich op de bouwkunde en volgde 's avonds een opleiding tot tekenaar. Hierna werkte hij bij verschillende architecten. Van 1899 tot 1909 was Elte in dienst van zijn leermeester H.P. Berlage. Daarna ging hij werken als zelfstandig architect. Hij werkte aanvankelijk in een strakke art-nouveaustijl waarin de invloed van Berlage duidelijk herkenbaar was, maar ook die van Frank Lloyd Wright.
In 1912 vestigde Elte zijn naam met het ontwerp voor Het Nederlandsch Sportpark, in de volksmond bekend als Het Stadion, een voetbalstadion, waarmee hij een prijsvraag won. Dit stadion stond tussen 1914 en 1929 vlak bij het huidige Olympisch Stadion in het gebied tussen de huidige Amazonestraat en Argonautenstraat, met de westelijke begrenzing aan het huidige Stadionplein. Het werd na de Olympische Spelen van 1928 afgebroken om plaats te maken voor woningbouw. In 1925 ontwierp hij ook een racecircuit voor de omgeving van Noordwijk, maar dit project werd nooit uitgevoerd.
Vanaf 1907 was Elte architect bij de Portugees-Israëlitische Gemeente. In 1912 werd hij architect bij het Nederlandsch Israelitisch Armbestuur. Vanaf 1913 was Elte actief lid van de Vereeniging van Beeldende Kunstenaars De Onafhankelijken, waarvan hij in 1915 voorzitter werd.
Vanaf 1915 werkte Elte samen met de architect Gerard Mastenbroek. In 1920 ging de samenwerking aan ruzies ten onder. Elte ging hierna zelfstandig verder en profiteerde van de relatieve welvaart die Nederland toen doormaakte waardoor steeds meer Amsterdamse Joden de Jodenbuurt verlieten en zich elders vestigden.
Na enkele belangrijke opdrachten voor de joodse gemeentes te Amsterdam en Den Haag, waaronder twee ziekenhuizen (zie: De Joodse Invalide), werd Elte in 1925 benoemd tot architect van de Nederlandsch-Israëlietische Hoofdsynagoge te Amsterdam. In deze hoedanigheid ontwierp hij onder meer de Raw Aron Schuster synagoge uit 1927, in het nieuwe stadsdeel Zuid. Deze synagoge, waarvan het exterieur invloeden van Frank Lloyd Wright en Dudok toont terwijl het interieur in de stijl van de Amsterdamse School is ontworpen, werd zijn belangrijkste werk en is een rijksmonument. Hierna volgden nog meerdere opdrachten voor enkele synagogen in en buiten Amsterdam, zowel nieuwbouw als restauraties. Bovendien ontwierp hij meubels. Hiervoor stichtte hij in 1929 een aparte firma, het Atelier voor Binnenarchitectuur en Sierkunst.
Elte heeft ook een aantal villa's in Het Gooi ontworpen, in Blaricum en Huizen.
Tijdens de Tweede Wereldoorlog werd Elte vanwege de Jodenvervolging het werken onmogelijk gemaakt. Vanaf 1 mei 1941 werd het Joden door de Duitse bezetters verboden vrije beroepen uit te oefenen ten behoeve van niet-Joden. Elte werd gedwongen de leiding van zijn meubelmakerij over te laten aan een Verwalter, die het bedrijf in 1944 liquideerde. Bouwopdrachten kreeg Elte niet meer. Vanaf 10 september 1942 was Elte gevangene in Kamp Westerbork, waar hij een functie kreeg bij de bouwtechnische dienst. Op 25 februari 1944 werd hij gedeporteerd naar Theresienstadt. Hier overleed hij op 1 april van dat jaar, waarschijnlijk aan een longontsteking.
Er is door de vervolging geen archief van Elte overgebleven.

## Privé-leven
Nadat zijn vader in 1918 was overleden ontwierp Elte voor zijn ouders twee grafstenen. Deze staan op de Joodse begraafplaats in Muiderberg. Zijn moeder overleed in 1920.

In 1921 wijzigde Elte zijn voornaam van Hartog in Harry.
Elte is twee keer gehuwd geweest. Uit zijn huwelijk met Sara van Beever werd een zoon geboren. Deze heeft de Tweede Wereldoorlog overleefd. Zijn tweede huwelijk, met Elisabeth Speijer, bleef kinderloos.
Tussen 1929 en 1942 woonde Elte in een zelfontworpen woning aan de Stadionweg 44 hs te Amsterdam. Hij ontwierp voor dit huis ook het meubilair, de glas-in-lood ramen, tegels en andere onderdelen.

## Na zijn overlijden
In 2001 publiceerden L. van Grieken, P.D. Meijer en A. Ringer een biografie, getiteld Harry Elte PHzn. (1880-1944) architect van de joodse gemeenschap tijdens het interbellum (ISBN 9789066431133). Zijn naam en van zijn vrouw werden opgenomen in het Holocaust Namenmonument.

## Werken

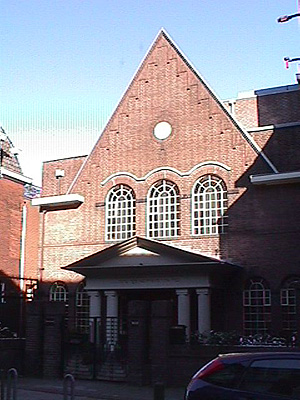
Voormalige synagoge van Utrecht

Zie voor een (incompleet) overzicht de Lijst van ontwerpen van Harry Elte. Hieronder staat een selectie:
- 1910 - Gebouw Concordia aan het Weesperplein in Amsterdam
- 1912 - stadion in Amsterdam
- 1915 - gebouw Centraal Israelitische Ziekenverpleging in Amsterdam
- 1923 - synagoge in Den Haag
- 1923 - verpleeghuis De Joodsche Invalide in Amsterdam
- 1925 - synagoge in Utrecht
- 1926 - woningcomplex Keizer Karelpark in Amstelveen
- 1926 - synagoge in Amersfoort
- 1927 - Raw Aron Schuster Synagoge in Amsterdam
- 1928 - synagoge in Den Helder
- 1928 - eigen woonhuis aan de Stadionweg 44 te Amsterdam
- 1933 - aula en metaheerhuis Joodse begraafplaats Muiderberg[5]